# Yarikh
Yarikh, Yarkhibol en llengua fenícia, també escrit Jera, Jarah o Jora (hebreu: ירח‎), és una deïtat lunar de la mitologia cananea. Els seus epítets són «il·luminador dels cels», «il·luminador de les miríades d'estrelles», i «Senyor de la falç». Aquest epítet pot provenir de l'aparició de la lluna creixent. Yarikh va ser reconegut com el proveïdor de la rosada nocturna, i casat amb la deessa Nikkal, la seva humitat era la causant de la fertilitat dels horts en el desert. La ciutat de Jericó porta el seu nom.